# Love Takes Time
«Love Takes Time» — песня американской певицы Мэрайи Кэри, выпущенная в июле 1990 года лейблом Columbia Records в качестве второго сингла с её одноимённого дебютного альбома. Авторами являются Мэрайя Кэри и Бен Маргулис. Баллада стала первой песней о любви, в карьере Мэрайи; главная героиня переживает расставание с возлюбленным и признаётся в том, что «любовь уносит время». Сингл лидировал в чартах США и Канады, но в других странах пользовался меньшей популярностью. Первое публичное исполнение песни произошло на дебютном представлении альбома в «Tattoo club» в Лос-Анджелес, Калифорния.

## Список композиций
CD-сингл для США (Кассетный сингл/7" Сингл)
1. «Love Takes Time» (альбомная версия)
2. «Sent from up Above» (альбомная версия)

CD-промосингл для США (5" сингл)
1. «Love Takes Time» (альбомная версия)

## Чарты
| Чарт (1990—1991)                      | Высшее место |
| ------------------------------------- | ------------ |
| Австралия (ARIA)                      | 14           |
| Бельгия/Фландрия (Ultratop 50)        | 38           |
| Канада (RPM Top Singles)              | 2            |
| Канада (RPM Adult Contemporary)       | 1            |
| Германия (GfK)                        | 57           |
| Нидерланды (Dutch Top 40)             | 24           |
| Нидерланды (Single Top 100)           | 24           |
| Новая Зеландия (Recorded Music NZ)    | 9            |
| LP3                                   | 4            |
| RISA                                  | 4            |
| Великобритания (OCC UK Singles)       | 37           |
| США (Billboard Hot 100)               | 1            |
| США (Billboard Adult Contemporary)    | 1            |
| США (Billboard Hot R&B/Hip-Hop Songs) | 1            |

| Чарт (1990)                       | Место |
| --------------------------------- | ----- |
| Top Singles (RPM)                 | 24    |
| Adult Contemporary (RPM)          | 19    |
| Dutch Top 40                      | 230   |
| Billboard Hot 100                 | 76    |
| Hot R&B/Hip-Hop Songs (Billboard) | 75    |

| Чарт (1991)                            | Место |
| -------------------------------------- | ----- |
| ARIA                                   | 83    |
| Billboard Top Pop Singles              | 69    |
| Adult Contemporary Singles (Billboard) | 24    |

| чарт (1958—2018)  | Место |
| ----------------- | ----- |
| Billboard Hot 100 | 199   |

## Сертификации и продажи
| Регион                                                      | Сертификация | Продажи  |
| ----------------------------------------------------------- | ------------ | -------- |
| США (RIAA)                                                  | Золотой      | 500 000^ |
| ^ Данные о тиражах приведены только на основе сертификации. |              |          |